# Bactrocera gavisa
Bactrocera gavisa är en tvåvingeart som först beskrevs av Munro 1935.  Bactrocera gavisa ingår i släktet Bactrocera och familjen borrflugor. Inga underarter finns listade.